# Thomas Hill (kunstschilder)
Thomas Hill (Birmingham, 11 september 1829 – Raymond, 30 juni 1908) was een Engels-Amerikaans kunstschilder die losjes geassocieerd werd met de romantische Hudson River School. Hill maakte veel landschapschilderijen van Californië – in het bijzonder van de Yosemite Valley – en van de White Mountains van New Hampshire.

## Biografie
Thomas Hill werd op 11 september 1829 geboren in Engeland. Op vijftienjarige leeftijd emigreerde hij met zijn familie naar de Verenigde Staten. De familie vestigde zich in Taunton (Massachusetts). Thomas Hill huwde Charlotte Elizabeth Hawkins in 1851 en ze kregen samen negen kinderen.
Toen Hill 24 was, begon hij avondlessen te volgen aan de bekende Pennsylvania Academy of the Fine Arts, waar hij les kreeg van de kunstschilder Peter F. Rothermel. In zijn studentenjaren reisde Hill meermaals naar de White Mountains in New Hampshire om er samen met de leden van de Hudson River School naar de natuur te schetsen. In 1856 verhuisde Thomas Hill met z'n gezin naar San Francisco (Californië). Hill bezocht de Yosemite Valley voor het eerst in 1865 in het gezelschap van de schilder Virgil Williams en de fotograaf Carleton Watkins. Later zou hij nog verschillende reizen - naar Yosemite, Mount Shasta en de White Mountains - ondernemen om inspiratie op te doen voor zijn kunstwerken. Op commissie van John Muir reisde hij zelfs naar Alaska.
In 1866 bezocht Hill de Amerikaanse oostkust en Europa. Hij vestigde zich opnieuw aan de oostkust, maar keerde vaak terug naar de westkust om er te schetsen. Hij woonde er ook vergaderingen van de San Francisco Art Association bij. Hill en zijn familie verhuisden voor de tweede maal naar Californië in 1873. Hill hield een kunstgalerij en -winkel open en was even interim-voorzitter van de SFAA School of Design. Hij leefde zowel van zijn kunst als van zijn investeringen op de beurs. 
Op het einde van zijn leven had Thomas Hill een atelier in het Wawona Hotel in Yosemite. Na een beroerte verliet Hill Yosemite en reisde hij af naar de Californische kust. Hij overleed op 30 juni 1908 in Raymond (Californië) en ligt begraven op Mountain View Cemetery in Oakland.

## Geselecteerde werken

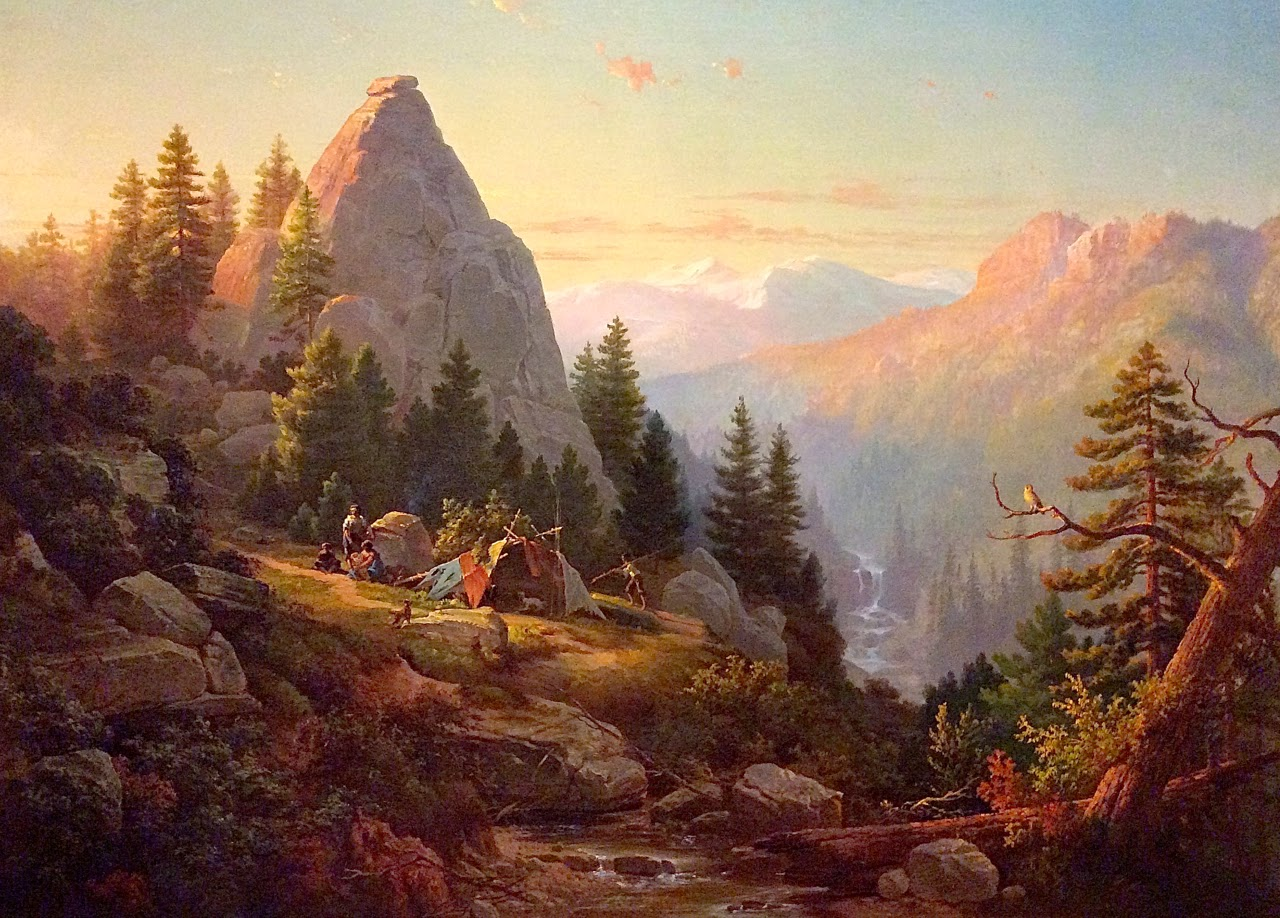
Sugar Loaf Peak, El Dorado County (1865)
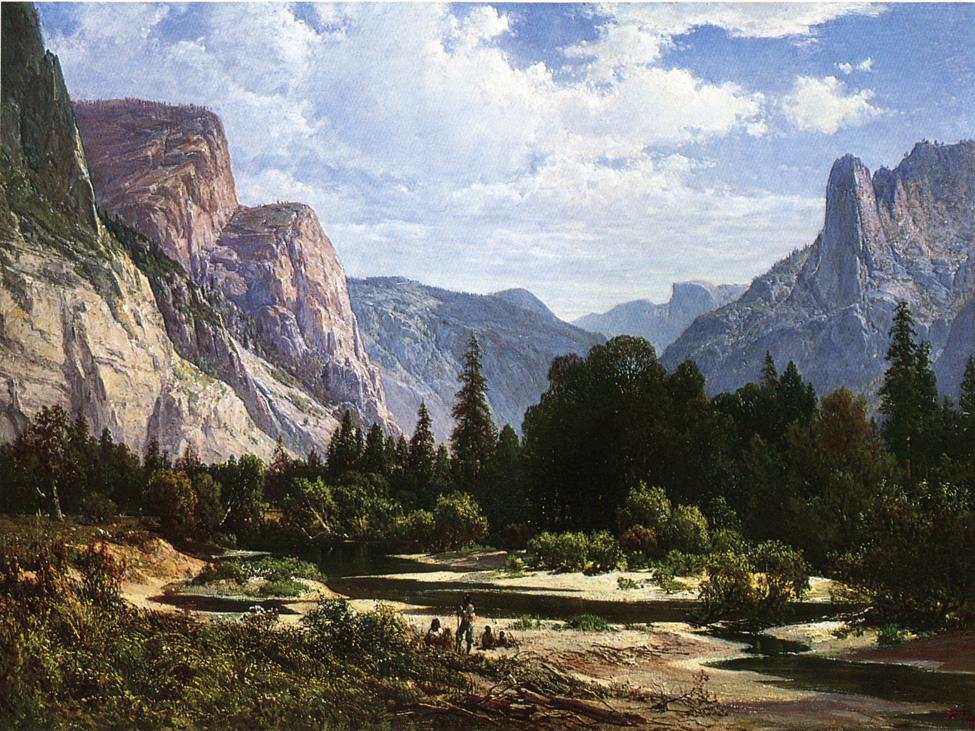
Resting by a Stream (1866)
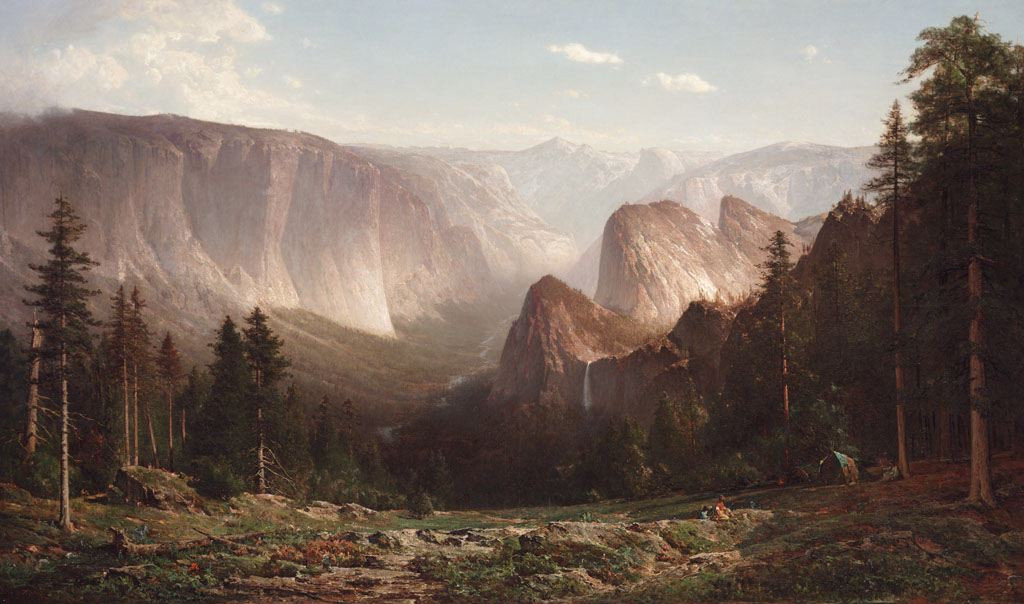
Great Canyon of the Sierra, Yosemite (1872)
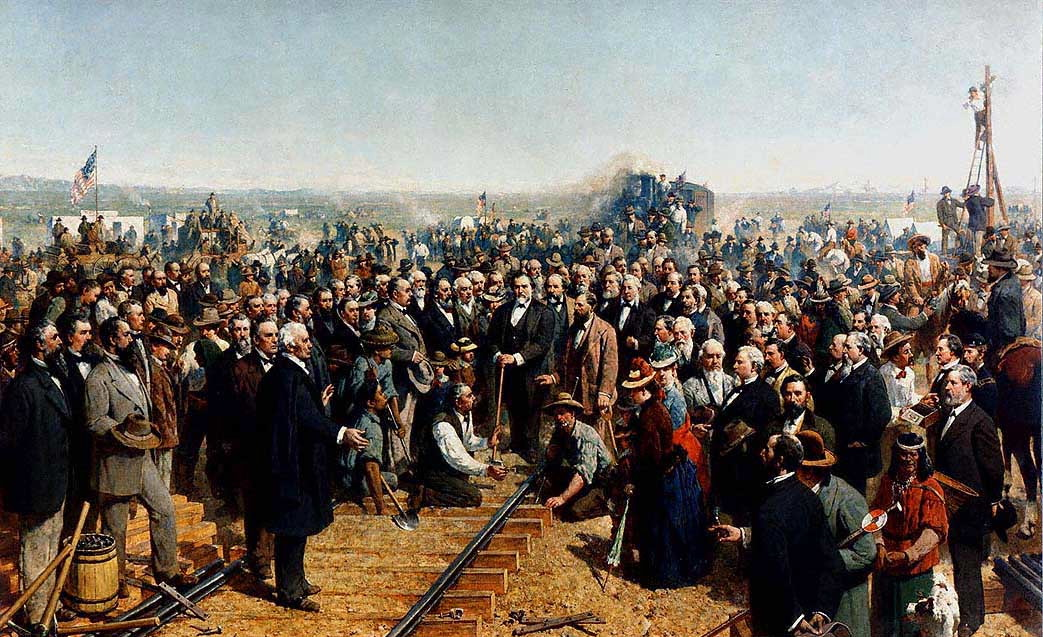
The Last Spike (1881)
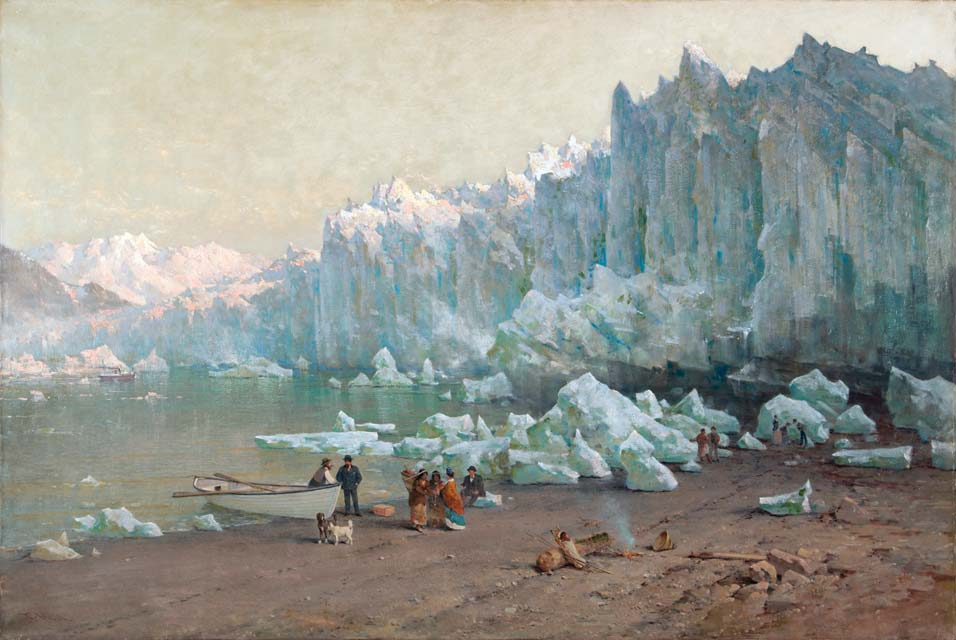
Muir Glacier, Alaska

- Gemeinsame Normdatei: 12218677X
- International Standard Name Identifier: 0000 0000 7864 2864
- Library of Congress Control Number: n80152955
- Nationale bibliotheek van Australië: 36147879
- Nationale Bibliotheek van Israël: 987007454604705171
- RKD-Nederlands Instituut voor Kunstgeschiedenis: 86972
- SNAC: w6b28sdj
- Union List of Artist Names: 500021255
- Virtual International Authority File: 3347371
- WorldCat: E39PBJk96T97bqX3W4jK96384q